# 香蕉並盾介殼蟲
香蕉並盾介殼蟲（学名：Pinnaspis muntingi）为盾介殼蟲科并盾介殼蟲屬下的一个种。